# Siegfried Joussineau de Tourdonnet
Siegfried Comte de Joussineau de Tourdonnet, född 28 juni 1949 i Stockholm, är en svensk militärläkare och fransk markis.
Han var civilanställd som generalläkare med tjänsteställning som OF-6 2008–2015 varefter han pensionerades, men är ännu (2021) praktiserande läkare och rådgivare i medicinska frågor.
Han har tidigare arbetat som överläkare vid Centrum för strålningsmedicin vid Karolinska sjukhuset.

## Titlar
Siegfried Joussineau de Tourdonnet tillhör den markgrevliga och grevliga ätten Joussineau de Tourdonnet som har sitt ursprung i Frankrike. I egenskap av huvudman för ättens yngre gren bär han, utöver titeln greve de Tourdonnet, sin farfars fars titel markis de Joussineau. 
Genom hans mors Ingalill Lundhs köp av tomträttigheter är han genom arv innehavare av the Lordship of the Manor Kenninghall & Guildcross Hundred i Norfolk, England. Detta är enbart en titulärtitel utan betydelse. S de Joussineau de Tourdonnet är sedan 2011 ordförande i Ointroducerad Adels Förening.